# فيرنر بلودزون
فيرنر بلودزون (بالدنماركية: Verner Blaudzun)‏ مواليد 23 مارس 1946 في محافظة سيد دنمارك، الدنمارك، هو دراج دانمركي سابق. سبق أن شارك في دورة الألعاب الأولمبية الصيفية وفاز بميدالية أولمبية.

## الميداليات
| الميدالية | المسابقة                       |
| --------- | ------------------------------ |
| برونزية   | الألعاب الأولمبية الصيفية 1976 |

## روابط خارجية
- فيرنر بلودزون على موقع أرشيف الدراجات (الإنجليزية)
- فيرنر بلودزون على موقع إحصائيات الدراجات الإحترافية (الإنجليزية)
- فيرنر بلودزون على موقع أوليمبيديا (الإنجليزية)